# Théâtre-Olympique
Cet article concerne le théâtre parisien disparu. Pour le théâtre italien, voir Teatro Olimpico.
Le Théâtre-Olympique (ou Théâtre de la Société olympique) est une ancienne salle de théâtre parisienne inaugurée en 1801 au 15, rue de la Victoire (9e arr.), disparue en 1816.

## Historique

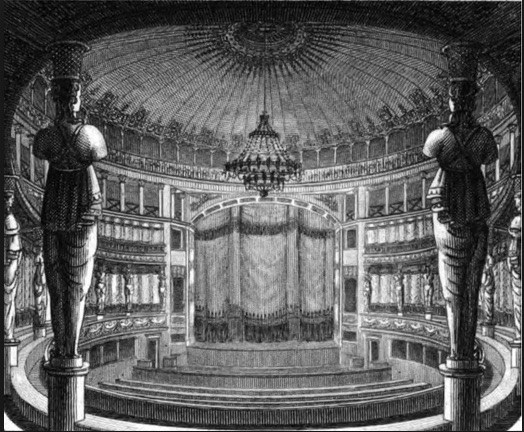
Architectonographie des théâtres de Paris, Alexis Donnet

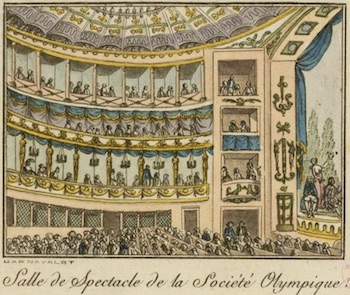

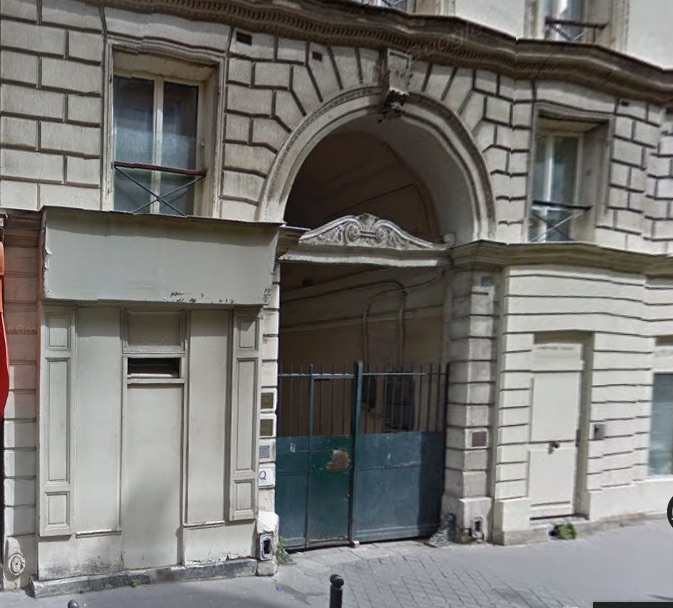
Entrée du Théâtre-Olympique, 46 rue de la Victoire

Le Théâtre-Olympique fut édifié par l'architecte Louis-Emmanuel-Aimé Damesme, un collaborateur de Claude-Nicolas Ledoux, pour le compte de la Société olympique, organisatrice de concerts, bals et soupers sous la tutelle de la Loge olympique de la Parfaite Estime. La Société olympique avait été fondée en 1781 par des anciens membres du Concert des amateurs de Paris, à la suite de la faillite de cette institution, dont les célèbres concerts avaient lieu dans les salons de l'Hôtel de Soubise. La Loge olympique fut fondée immédiatement après, vers 1782, notamment par Claude-François-Marie Rigoley, comte d'Ogny.
La Société olympique cessa ses concerts en octobre 1789, en raison de l'installation de la famille royale au Palais des Tuileries qui rendit la salle des Cent Suisses, où ils se déroulaient, à sa destination première de salle des gardes. Néanmoins, elle continua à organiser des bals et des soupers et à réunir ses adhérents dans son Salon du Palais-Royal, jusqu'à la chute de la royauté, en août 1792. Le bail du Salon ne fut pas renouvelé à cette date, mais celui de la Loge, dont le local se trouvait à l'étage au dessus, le fut par un acte sous seing privé de 3, 6 ou 9 ans. Pendant toutes ces années, la Loge et la Société continuèrent d'exister, essentiellement grâce aux musiciens professionnels de l'Orchestre olympique, qui tentèrent, à partir de Thermidor, de restaurer des concerts d'abonnés, avec beaucoup de difficultés, en raison de la disparition de leurs mécènes aristocratiques. Le bail prit fin en 1801, à son terme, et la Loge s'installa dans les locaux du Théâtre-Olympique pour ses tenues, tandis que la Société olympique y reprenait ses activités régulières.
Le Théâtre fut inauguré le 30 janvier 1801 sous le nom de Théâtre de la Société olympique, il était décoré avec luxe et pouvait accueillir 1100 spectateurs. Les concerts de la Société olympique n'étant que décadaires, la salle devint rapidement un lieu de fêtes et de bals réunissant la fine fleur du Consulat. Le 31 mai 1801, Mlle Montansier y installa sa troupe d'opera buffa, rapidement surnommée « Italiens ». Leur répertoire comprenait aussi bien l’opera seria que l’opera buffa. En 1802, Napoléon Bonaparte, alors premier consul, décida son transfert à la salle Favart (qui venait d'être abandonnée par la troupe de l'Opéra-Comique après sa fusion avec celle du théâtre Feydeau), jugeant cette dernière plus prestigieuse et surtout plus proche des Tuileries, après l'attentat de la rue Saint-Nicaise. Elle la quitta à son tour en 1804, à l'occasion de travaux de restauration, pour fusionner avec la troupe du théâtre Louvois sous la direction de Louis-Benoît Picard et devenir le « théâtre de l'Impératrice ».
Après le départ des Italiens (Théâtre italien de Paris), la salle peina à retrouver une identité. La Société des Concerts de France, instituée pour les concerts des élèves du Conservatoire, s'y produisit avant de s'installer salle du Conservatoire. En 1804 s'y succédèrent des anciens comédiens de la Gaîté sous la direction de François Mayeur de Saint-Paul, puis la troupe de l'Opéra-Comique. Le décret du 8 août 1807 limitant à 8 le nombre des théâtres parisiens sonna le glas de la programmation théâtrale, la salle prit alors le nom de Salle de la Société olympique. Quelques concerts publics y furent donnés ponctuellement, mais aussi des bals, des remises de prix, tandis que la Loge olympique et la Société olympique continuaient à y exercer leurs activités. Les concerts des Amateurs de Paris plus connus sous le nom de concerts de la Rue de Cléry, comportant dans son conseil d'administration beaucoup d'anciens membres du Concert olympique, mais sans activités maçonniques, après que le peintre Jean-Baptiste Pierre Lebrun avait repris la salle de la rue de Cléry pour son usage personnel, trouvèrent asile en 1806 pour quelque temps dans le Théâtre-Olympique avant de disparaître.
Lors de l'occupation de Paris par les troupes alliées en 1814, le Théâtre-Olympique servit de cantonnement à des troupes russes. Le tzar Alexandre Ier, pendant son séjour dans la capitale, le visita et, dans l'intention d'en faire construire une réplique à Saint-Pétersbourg, en demanda les plans à Louis-Emmanuel Damesme. Le projet ne fut pas réalisé, mais les plans sont sans doute toujours présents dans les archives du musée de l'Ermitage. La salle fut finalement vendue par adjudication en 1814 et partiellement démolie en 1816 pour faire place à un immeuble de rapport et à un établissement de bains, les Bains Chantereine (la rue de la Victoire ayant entre-temps repris son nom d'origine). Seule la salle de spectacle, construite  intentionnellement en matériaux légers, bois et plâtre, fut démolie pour laisser place à une cour, mais le reste des bâtiments,, surélevés d'un ou deux étages, existe toujours et est classé au titre de la protection des monuments historiques.